# Semiothisa albapicaria
Semiothisa albapicaria är en fjärilsart som beskrevs av Holland 1900. Semiothisa albapicaria ingår i släktet Semiothisa och familjen mätare. Inga underarter finns listade i Catalogue of Life.